# American Airlines-vlucht 587
American Airlines-vlucht 587 was een vliegtuig van het type Airbus A300-600, dat op 12 november 2001 kort na te zijn opgestegen van John F. Kennedy International Airport neerstortte in de Belle Harbor-buurt van Queens. De ramp kostte alle 260 inzittenden van het vliegtuig en 5 mensen op de grond het leven. Daarmee was dit de op een na ergste Amerikaanse vliegramp van dat moment.
Het ongeluk vond plaats amper twee maanden na de aanslagen van 11 september 2001. Derhalve vreesden veel mensen dat het wederom een terroristische actie betrof; dit werd echter al snel uitgesloten.

## De ramp
Op 12 november 2001, om ongeveer 09:16 Eastern Standard Time, stortte American Airlines-vlucht 587 neer in Belle Harbor. Het vliegtuig was kort hiervoor opgestegen van John F. Kennedy International Airport voor een vlucht naar Las Américas International Airport. De piloot was Ed States, en de co-piloot Sten Molin.
De verticale stabilo en roer braken af tijdens de val, en vielen in de Jamaica Bay. Ook de motoren braken af tijdens de val.

## Onderzoek

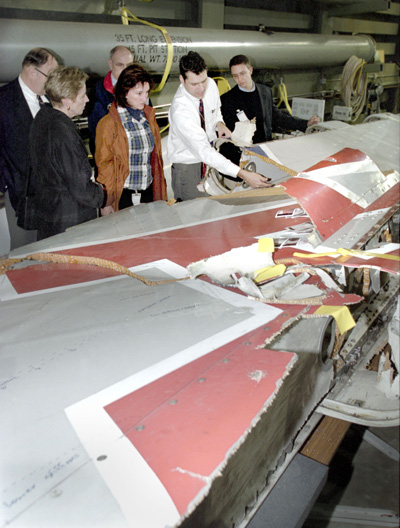
National Transportation Safety Board (NTSB)-medewerkers bekijken de staart van het toestel

Kort voordat vlucht 587 was vertrokken, was een Boeing 747 van Japan Airlines opgestegen vanaf dezelfde startbaan. Dat betekende dat vlucht 587 rekening moest houden met zogturbulentie veroorzaakt door de Boeing 747. De co-piloot probeerde het vliegtuig omwille van de turbulentie onder controle te houden door middel van correcties door middel van het richtingsroer; de krachten die hierbij werden uitgeoefend waren te groot voor het verticale stabilo, en het brak af. Hierna stortte de Airbus neer. De National Transportation Safety Board (NTSB) concludeerde dat het stabilo afbrak door de krachten die er op werden uitgeoefend (de snelle stuurbewegingen met het richtingsroer), en niet door de zogturbulentie van de Boeing.
Onderzoekers maakten zich vooral zorgen over de manier waarop de staartvin was afgebroken. Deze is normaal met het vliegtuig verbonden middels zes aanhechtingspunten. Elk punt bevat twee moeren; één gemaakt van een composiet en één van aluminium, allemaal verbonden met een titanium schroef. Analyse toonde aan dat de schroeven en aluminiummoeren in orde waren, maar de composietmoeren niet. Het idee dat de composietmoeren mogelijk niet veilig waren veroorzaakte grote paniek daar dit type moeren ook was gebruikt bij andere onderdelen van het vliegtuig, waaronder de motoren en vleugels.
Het officiële rapport van de NTSB werd vrijgegeven op 26 oktober 2004. Hierin werd de oorzaak van de ramp omschreven als overmatig gebruik van het richtingsroer in een poging de zogturbulentie van de eerder opgestegen Boeing 747 tegen te gaan. De brand die op enkele videobeelden van het neerstortende toestel te zien was, werd veroorzaakt door lekkende brandstof, en ontstond toen de motoren door de enorme g-krachten van de val afbraken.
Na de crash werden de lege hangars van Floyd Bennett Field gebruikt als geïmproviseerd mortuarium waar de lijken konden worden geïdentificeerd.
Vlucht 587 bestaat niet meer. De route tussen Kennedy Airport en Las Américas Airport draagt nu de nummers 619, 635 en 789.

## Nasleep
Airbus en American Airlines zijn het er nog altijd niet over eens wie er verantwoordelijk is voor de ramp. Volgens American Airlines is Airbus schuldig daar het vliegtuig een overgevoelig roer had. Airbus beweert op zijn beurt echter dat American Airlines wist dat de roeren van een Airbus A300 anders werken dan bij overige vliegtuigen, en zijn piloten beter hierop had moeten trainen.
Sinds het rapport van de NTSB is uitgekomen heeft American Airlines de trainingsschema’s van piloten aangepast.
In het Rockaway Park van Belle Harbor is een herdenkingsmonument opgericht voor de slachtoffers van de ramp.